# پری دریایی در پاریس
پری دریایی در پاریس (به فرانسوی: Une sirène à Paris) یک فیلم کمدی، عاشقانه و فانتزی محصول سال ۲۰۲۰ سینمای فرانسه به کارگردانی ماتیاس مالزیو است که در کنار استفان لاندوفسکی فیلمنامه را نوشته‌است. نیکولا دوووشل و مریلین لیما بازیگران اصلی این فیلم هستند.

## داستان
فیلم دربارهٔ مردی در پاریس است که یک پری دریایی را نجات می‌دهد و کم‌کم عاشق او می‌شود ولی…

## تولید
تصویربرداری اصلی در ۲۹ اوت ۲۰۱۹ آغاز شد و در ۱۷ اکتبر ۲۰۱۹ به پایان رسید. فیلمبرداری در یک استودیو در مقدونیه طی یک دوره پنج هفته‌ای انجام شد و پس از آن دو هفته فیلمبرداری لوکیشن در پاریس فرانسه انجام شد.